# Небеско тело
Под појмом небеских тела подразумевају се објекти у свемиру: звезде, планете, астероиде, природне сателите и већа небеска тела као што су галаксије, црне рупе и квазари. У раном средњем веку, људи су сматрали да се Сунце и Месец окрећу око равне плоче коју су носила 3 слона која су била на огромној корњачи. Многи астрономи, попут Галилеја су знали да то није тако, већ да се Земља окреће око Сунца, као и остале планете за које су знали. У сунчевом систему, постоји 8 планета (Меркур, Венера, Земља, Марс, Јупитер, Сатурн, Уран, и Нептун), укључујући и 5 патуљастих планета (Плутон, Церера и Ерида, Хаумеа и Макемаке) мада се верује да их има још много и до сада је пронађено 2000 патуљастих планета која круже око Сунца. Сунце такође кружи око центра галаксије Млечни пут, која има своја кружења око других галаксија. Галаксије се удружују у галактичка јата. Галактичко јато коме припада Млечни пут има 17 чланова који су везани гравитацијом.

## Судари
Небеска тела се често сударају. Астероиди се стално сударају једни о друге, комете често падају на планете и месеце итд. Верује се да је у раном Сунчевом систему било око 20 планета и да је сада преостало само 8 планета. Сударање планета и комета је мало у поређењу са огромним сударима као што су судари две неутронске звезде. При том судару се ствара црна рупа, објекат толико моћан и масиван, да чак ни светлост не може да побегне од овог објекта.
Међугалактички судари су највећи судари у космосу. Међутим, звезде у њима се сигурно неће сударати, јер су предалеко. Просечна удаљеност звезда јесте око 10 светлосних година. Млечни пут ће се сударити са галаксијом Андромедом.

## Категорије тела
Табела у наставку наводи опште категорије тела и предмета према њиховом положају или структури.
| Соларна тела | Екстрасоларна | Екстрасоларна | Екстрасоларна | Видљиви свемир |
| Соларна тела | Једноставна тела | Сложени објекти | Проширени објекти | Видљиви свемир |
| --- | --- | --- | --- | --- |
| Соларни систем - Џиновска планеа - Гасни џин - Ледени џин - Хелиосфера - Ортов облак - Метеорид - Микрометеорид - Метеор - Болид - Месеци - Мала планета - Астероиди - Патуљаста планете - Месеци - Бинари - Синестије (хипотет.) - Планете - Систем прстена - Транс-нептунски објекти - Мала тела Сунчевог система - Комете - Планетезимал - Контактни бинар - Сунце Планете - Меркур - Венера - Земља – Месец - Марс – месеци - Јупитер – месеци - Сатурн – месеци - Уран – месеци - Нептун – месеци Патуљасте планете - Pluto – месеци - Ерида – Дизномија - Церера - Макемаке – месец - Хаумеа – месеци - други Мале планете - Вулканоиди (хипотет.) - Апохили - Објекати у близини Земље - ПХО - Арјуни - Атони - Аполонски астероиди - Амори - Укрштачи Марса - Астероидни појас (фамилије) - Алинди - Кибели - Еос фамилија - Флора фамилија - Хилда фамилија - Мађарска фамилија - Хигијска фамилија - Коронисна фамилија - Маријина фамилија - Ниска фамилија - Паласна фамилија - Фокејска фамилија - Темиска фамилија - Вестна фамилија - Тројани - Земља - Марс - Јупитер - Уран - Нептун - Кентаури - Дамоклоиди - Којперов појас - Класични КБО објекти - Резонантни ТНО објекти - Плутини (2:3) - Твотини (1:2) - Објекти Расејаног диска - Одвојени објекти - Седноид | Екстрасоларне планете - Хтонијан (теорет.) - Земљин аналог - Ексцентрични Јупитер - Врели Јупитери - Врели Нептун - Одбегла планета - Океанска планета (теорет.) - Пулсарска планета - Суперземља - Тројанска планета (теорет.) Смеђи патуљци - Типови - · Y - Подсмеђи патуљакs Звезде - Звездана класификација - Звездана популација - Необична звезда - Звездана еволуција - Променљива звезда - Компактна звезда По луминозности / еволуцији - Протозвезда - Млади звездани објекат - Предглавни низ - Главни низ - Подпатуљци - Подџинови - Дивови - Црвени / Плави - Светли џинови - Супергигантске звезде - Црвени / Плави - Хипергиганти - Квази-звезда (хипотет.) - Компактне звезде - Црна рупа - Звездана - Средња маса - Супермасивна - БГЗ - Неутронска звезда - Магнетар - Пулсар - Торн-Зитков објекат (хипотет.) - Преонска звезда (хипотет.) - Кваркна звезда (хипотет.) - Бели патуљак - Црни патуљак (теорет.) По необичним звездама - А-тип - Необична · Металична - Баријумска - Плави каснитељ - Угљенична - П Сигна - С-тип - Шкољкаста - Волф-Рајеова Променљиве – Екстринзичне - Ротирајућа - Алфа2 CVn- Елипсоидна - Помрачујући бинари - Алгол - Бета Лира - W Велики медвед Променљиве – Интринзичне - Пулсирајуће - Цефеида - W Вирџинис - Делта Скути - РР Лира - Мира - Семирегуларна - Ирегуларна - Бета Сефеј - Алфа Сигна - РВ Бик - Еруптивне - Бљесковите звезде - Т Бик - ФУ Орајонис - Р Корона бореалис - Луминозно плава - Катаклизмичне - Симбиотичке - Патуљаста нова - Нова - Супернова - Тип: · - Хипернова - Бљесак гама-зрачења По спектралним типовима - О (плаво) - Б (плаво-бело) - А (бело) - Ф (жуто-бело) - Г (жуто) - К (наранџасто) - К (црвено) | Системи - Планетарни - Звезда - Звезде генерално - Бинарни - Триплети - Вишег реда Бинарне звезде - По опсервацији - Оптичка - Визуелна - Астрометријска - Спектроскопска - Помрачујућа - Блиски бинари - Одвојени - Полуодвојени - Контактни - Рендгенски - Избијач Стеларне групације - Звездано јато - Звездана асоцијација - Расејано - Глобуларно - Хиперкомпактно - Сазвежђе - Астеризам Галаксије - Галаксије уопште - Група и кластер - Суперкластер - По компоненти - Избочина - Спирална галаксија - Танки диск - Дебели диск - Хало - Корона - Плимни реп - По морфологији - Спирала - Премошћена спирала - Лентикуларна - Елиптичка - Прстенаста - Неправилна - По величини - Светли кластер - Џиновска елиптичка - Патуљаста - По типу - Протогалаксија - Звездородна - Тамна - Активна - Радио - Сејферт - Квазар - Блазар | Дискови и медији - Интерпланетарни - Облак прашине - Медијум - Магнетно поље - Звездани диск - Акрециони - Циркумстеларни - Протопланетарни - Дебрис - Интерстеларни - Облак - Медијум - Чудни радио кругови - Интергалактички - Прашина - Медијум - Чудни радио кругови Маглине - Емисиона - Планетарна - Остаци супернове - Плерион -H II региони - Рефлексиона - Тамне маглине - Молекуларни облак - Бокове глобуле - Проплајд - регион Космичка скала - Космичко позадинско зрачење - Космичка струна (хипотет.) - Тамна материја - Зид домена (хипотет.) - Прашина - Филамент - Празнина | Логаритамски приказ посматраног свемира са запаженим астрономским објектима данас познатим. Од доле на горе небеска тела су распоређена према њиховој близини Земљи.Инфографски списак 210 значајних астрономских објеката означених на централној логаритамској мапи видљивог свемира. Мали преглед и неке препознатљиве карактеристике за сваки астрономски објекат су укључени. |